# Idioma sarkés
El sarkés (autoglotónimo: serkyee;  en francés: sèrtchais) es una variedad de la lengua normanda hablada en la isla de Sark, en las islas del Canal (Reino Unido).
El sarkés es en realidad un descendiente directo del dialecto jerseyés, que era el idioma hablado por los colonos, cerca de 40 familias de Saint Ouen, una de las parroquias de la isla de Jersey, que en el siglo XVI fueron enviadas a habitar la isla.
Este subdialecto ha experimentado una drástica disminución en su número de usuarios. Aunque fuertemente influenciado por anglicismos, la fonología revela los orígenes del antiguo jerseyés mostrando un cierto grado de relación también con el auregnais.
El sarkés no tiene sonido fricativo dental, una característica distintiva de la lengua que se habla en Saint Ouen.